# فرودگاه گولد کینگ کریک
فرودگاه گولد کینگ کریک (به انگلیسی: Gold King Creek Airport) یک فرودگاه همگانی بهره‌برداری هوایی است که یک باند فرود شن و خاک دارد و طول باند آن ۷۸۰ متر است. این فرودگاه در شهر فیربنکس کشور ایالات متحده آمریکا قرار دارد و در ارتفاع ۵۲۴ متری از سطح دریا واقع شده‌است.